# Торуньское научное общество
Торуньское научное общество (пол. Towarzystwo Naukowe w Toruniu) — польское научное общество, основанное в 1875 году. Первым председателем Общества был польский журналист и политический деятель Ignacy Łyskowski (1875—1886 гг.).
Согласно Уставу, целью Общества является проведение и поддержка научных исследований Поморья и территорий, исторически связанных с ним. Общество также проводит мероприятия в интересах культуры, искусства и защиты культурных ценностей и национального наследия, а также участвует в культурных мероприятиях и общественной жизни Торуня и Куявско-Поморского региона.
В состав Общества входят 6 научных отделов.
Общество публикует материалы по истории Северной Польши, исторические монографии Торуня и Поморья, научные исследования в различных областях знаний, а также периодически издаёт научный журнал «Исторические записки» (пол. Zapiski Historyczne).
Научная и общественная деятельность Общества отмечена наградами:
- Командорским крестом с звездой ордена Возрождения Польши[5];
- медалью «За заслуги перед городом Торунем» (2000 г.)[6].

Председателем Общества является Andrzej Radzimiński.
Актуальная информация о деятельности Общества публикуется на сайте www.tnt.torun.pl.